# Hermanus Clignet
Hermanus Clignet (Mannheim, 1657 - Utrecht, 4 maart 1721) was een postmeester in de Nederlandse stad Utrecht. Hij vergaarde een vermogen met beleggingen.

## Levensloop
Clignet kwam uit een groot Waals gezin: zijn ouders Henri Clignet en Maria-Elizabeth Herff kregen achttien kinderen. De opvoeding van Hermanus werd waarschijnlijk door zijn in Leiden wonende oudste zus Anna ter hand genomen.

### Postmeester
In 1674 kreeg Hermanus Clignet van de Prins van Oranje een aanstelling als postmeester in Utrecht. Het is aannemelijk dat Clignet deze aanstelling te danken had aan zijn zus Anna. Hij was niet de enige postmeester in de familie: zijn broer Nicolaas was van 1667 tot 1714 postmeester in Leiden.
Utrecht telde meerdere postmeesters, maar in 1682 bleven alleen Clignet en Hendrik de Heus over. Zij betaalden aan de stad jaarlijks een vast bedrag van 500 gulden om de functie te mogen uitoefenen.

### Klachten
Clignet hield zich overigens niet altijd aan de regels en in 1676 kwamen er klachten over oneerlijke praktijken. Verder kreeg hij met De Heus een conflict over het inzamelen van de poststukken bij hun eigen private postmeesterhuizen, waarna de stad op 5 mei 1677 besloot een algemeen postgebouw te openen aan de Ganzenmarkt.
Ook na het vaststellen van de tarieven in 1685 bleven er klachten komen over afwijkingen in de gehanteerde portokosten.

### Huwelijk
In 1693 trouwde Clignet met Catharina van Beeck (1662-1736). Het stel kreeg vijf dochters:
- Maria (1694-1760), huwde in 1712 met Jacob-Jan baron Van Delen
- Susanne (1695-1709)[3]
- Catharina (1698-1718)[3]
- Anna (1699-1720)
- Elisabeth (1702-1776), huwde in 1728 Gerard Aernoud Hasselaer

### Vermogen
Clignet bezat aandelen van de VOC in Amsterdam en vanaf begin 18e eeuw investeerde hij in Engelse annuïteiten, in de Bank of England en in aandelen van de East India Company. Verder schreef hij in op aandelen in de Engelse Zuidzee-compagnie.
In 1721 overleed Clignet. De functie van postmeester kwam nu geheel te vervallen: de stad Utrecht zou de post voortaan zelf op zich nemen. Zijn twee nog levende dochters Maria en Elisabeth ontvingen in 1728 elk een erfenis van 54.000 gulden. Weduwe Catharina overleed in 1736 en liet VOC-aandelen na, het ouderlijk huis in de Wittevrouwenstraat en een hof aan de Maliebaan.